# Les Oliviers de la justice

Les Oliviers de la justice est un film français réalisé par James Blue, sorti en 1962.

## Synopsis
A Alger, durant les « événements ». C'est l'histoire de Jean, qui, de retour dans la capitale pour rendre visite à son père malade, a d'abord hâte de retourner en France où il vit depuis plusieurs années et où il a laissé sa femme et son fils. Mais au contact des gens du cru et assailli par les souvenirs, il va faire l'expérience intime de son appartenance à cette terre qu'il avait rejetée.

## Fiche technique
- Titre : Les Oliviers de la justice
- Réalisation : James Blue
- Scénaristes : Jean Pelegri, James Blue, Sylvain Dhomme, d'après le roman homonyme de Jean Pelegri, Editions Gallimard, Paris, 1959, 280 p,  (ISBN 2070250083)
- Producteur : Georges Derocles
- Musique : Maurice Jarre
- Directeur de la photographie et cadreur : Julius Rascheff
- Montage : Suzanne Gaveau, Marie-Claude Bariset
- Assistant réalisateur : Jean Pelegri
- Sociétés de production : Société Algérienne de Production, Studios Africa
- Société(s) de distribution : Pathé Consortium Cinéma
- Pays d'origine :  France
- Format : Noir et Blanc -  son  Mono
- Genre : Drame
- Durée : 81 minutes
- Dates de sortie :
  -  France : 6 juin 1962

## Distribution
- Pierre Prothon : Jean
- Jean Pelegri : Michel, son père malade
- Mathilde Gau : la mère de Jean
- Boralfa : Boralfa, un mécanicien de garage, l'ami de Jean
- Saïd Achaibou : Saïd
- Mohamed Bennour
- Marie Delaître
- Kaoudoune
- Amer Mechiek
- Huguette Poggi
- Djamal Précigout
- Yvonne Précigout
- Geronima Ros
- Mohamed Saour
- Alexandre Sagols
- Boumeddine Sekkal
- Mustapha Smalli
- Josiane Solal
- Lucienne Terrades
- Nadine Vila

## Distinctions

### Récompenses
- Prix de la Société des Écrivains de Cinéma et Télévision au Festival de Cannes 1962